# Cherie Currie

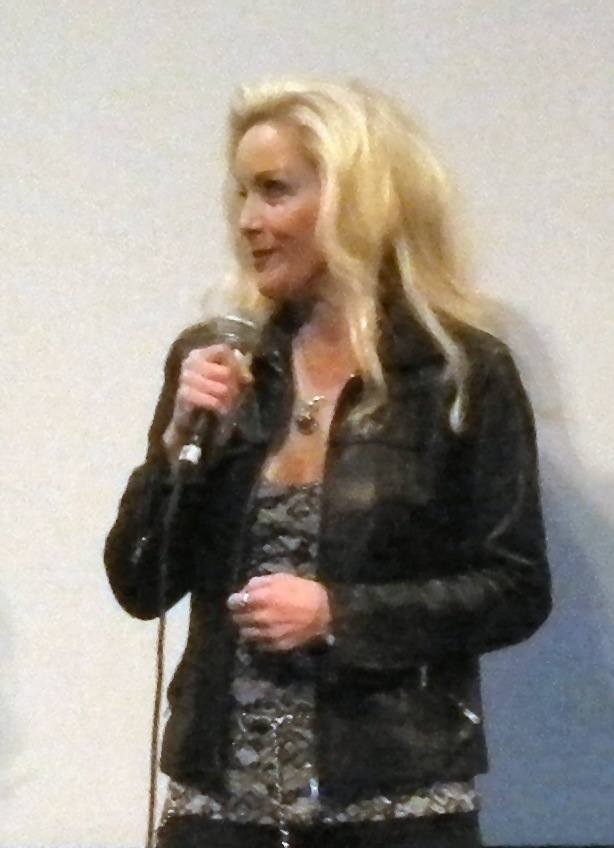
Cherie Currie (2010)

Cherie Currie (* 30. November 1959 in Los Angeles) ist eine US-amerikanische Schauspielerin und Sängerin.

## Leben und Leistungen
Currie wurde 1959 als Kind der Schauspielerin Marie Harmon geboren. Sie ist die Zwillingsschwester der Schauspielerin und Sängerin Marie Currie und die Schwester der Schauspielerin Sondra Currie. Currie wurde in den 1970er Jahren Sängerin der Musikgruppe The Runaways, wo sie besonders mit dem Lied Cherry Bomb Bekanntheit erlangte. Sie debütierte als Schauspielerin im Filmdrama Jeanies Clique (1980), in dem sie die Rolle der drogensüchtigen Annie, einer Freundin von Jeanie (Jodie Foster), spielte. Im Science-Fiction-Horrorfilm Der Killerparasit (1982) spielte sie an der Seite von Demi Moore. Im Science-Fiction-Film Wavelength (1983) übernahm sie neben Robert Carradine eine der Hauptrollen. In der Komödie The Rosebud Beach Hotel (1984) trat sie an der Seite von Christopher Lee und Fran Drescher auf; in diesem Film ist ebenfalls ihre Zwillingsschwester Marie Currie zu sehen.

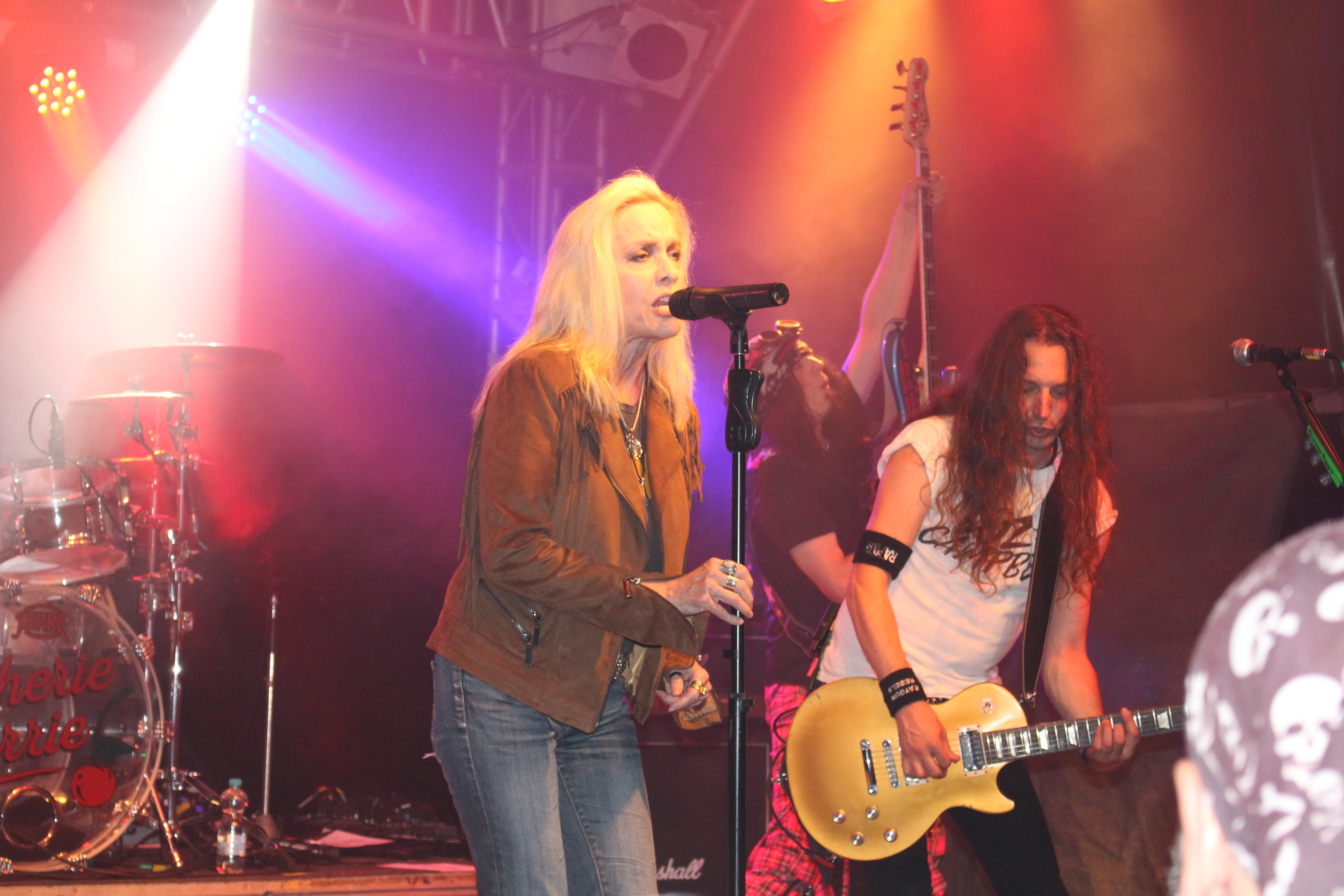
Rocksängerin Cherie Currie im 7er-Club in Mannheim (2024)

Ihre musikalische Karriere war mit ihrem Ausstieg bei The Runaways jedoch nicht beendet: Sie nahm bereits 1977 ein erstes Solo-Album auf. 1979 veröffentlichte sie mit ihrer Schwester das Album Messin’ with the Boys, aus dem das von Russ Ballard geschriebene Lied Since You’ve Been Gone als Single ausgekoppelt wurde. Zwischen 2000 und 2016 folgten weitere Veröffentlichungen, bevor sie zum Record Store Day 2019 das Album Blvds of Splendor herausbrachte, das unter Mitwirkung von Billy Corgan, Slash, Duff McKagan, Juliette Lewis, Brody Dalle, The Veronicas, sowie Matt Sorum entstanden war. Sorum war auch Produzent der LP. Blvds of Splendor erschien auf Joan Jetts Label Blackheart Records.
Currie war in den Jahren 1990 bis 1997 mit dem Schauspieler Robert Hays verheiratet und hat ein Kind. Sie ist zudem als Kettensägenkünstlerin tätig und gründete in dieser Eigenschaft die Chainsaw Art Gallery in Chatsworth, Kalifornien.

## Bildgalerie

Cherie Currie mit The Runaways live in Birmingham, Brumrock ’76
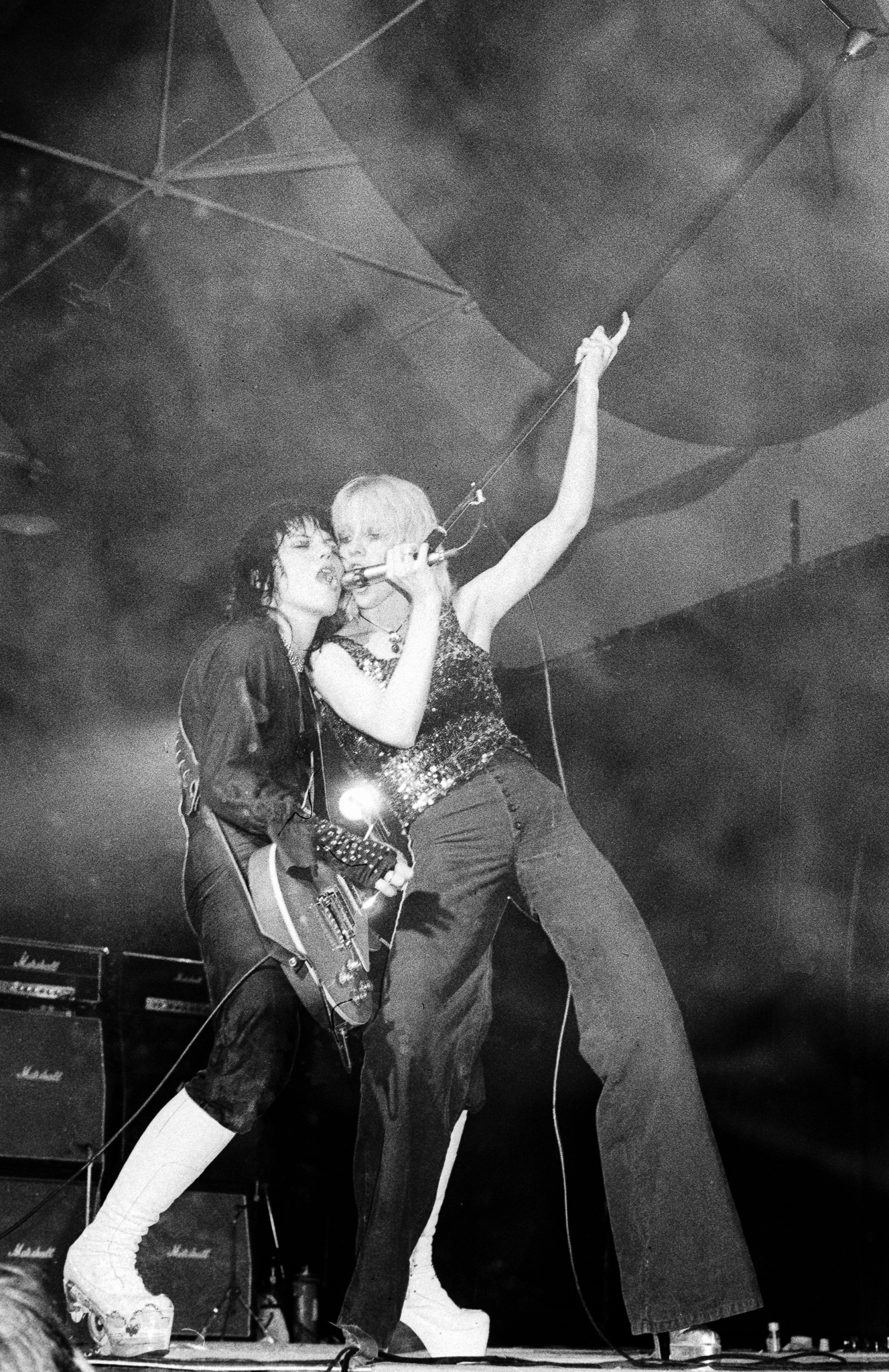
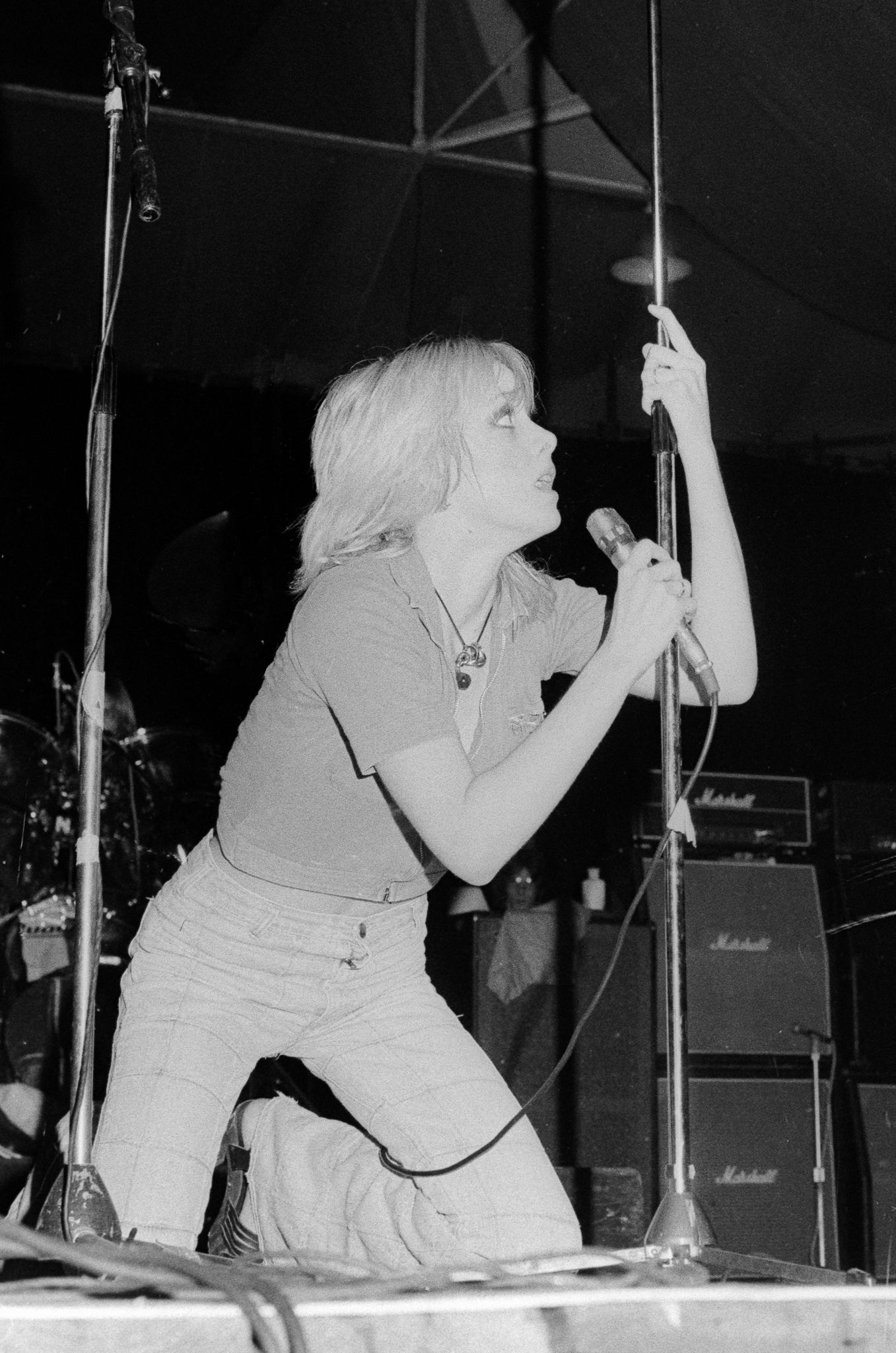
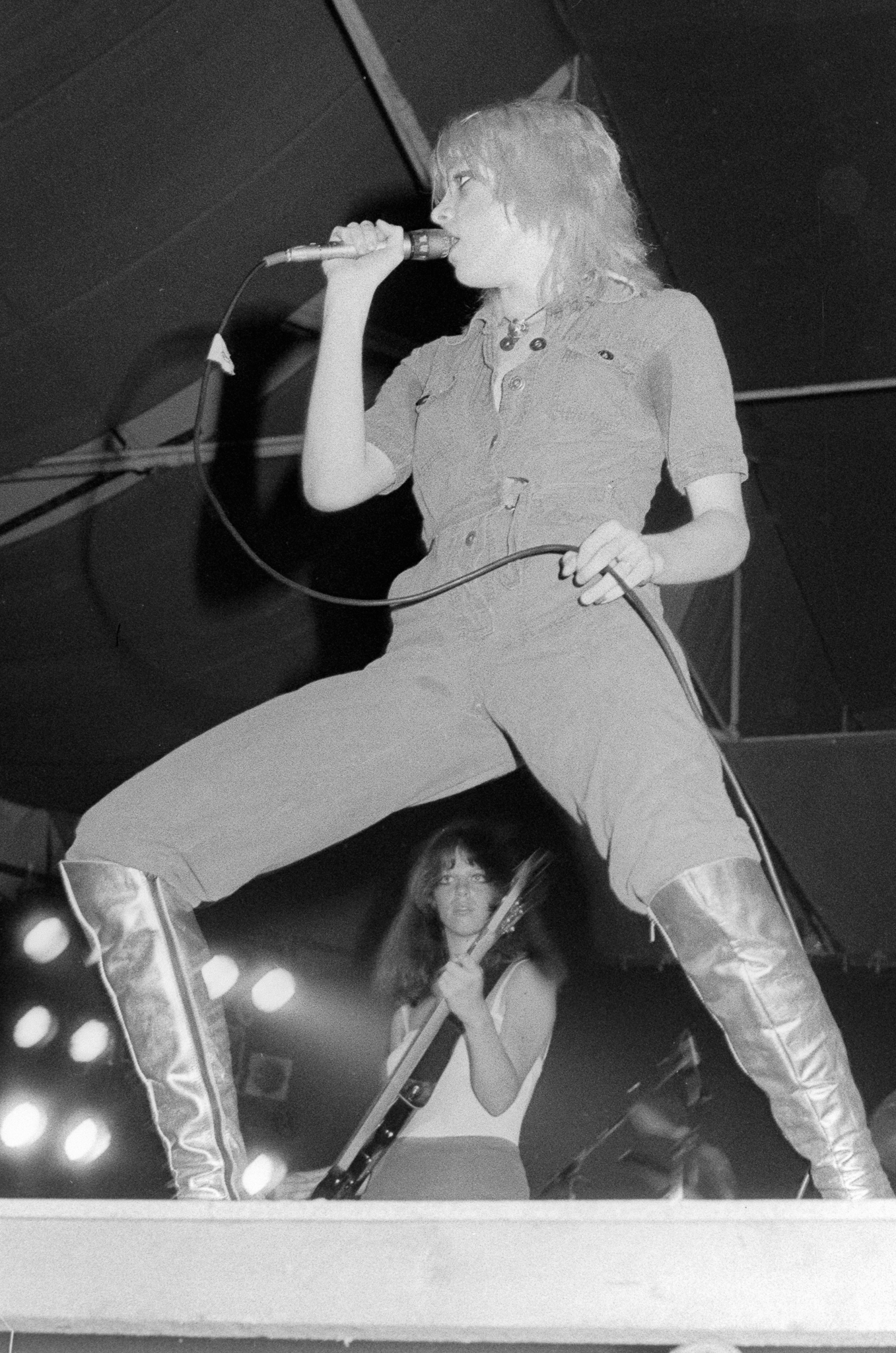
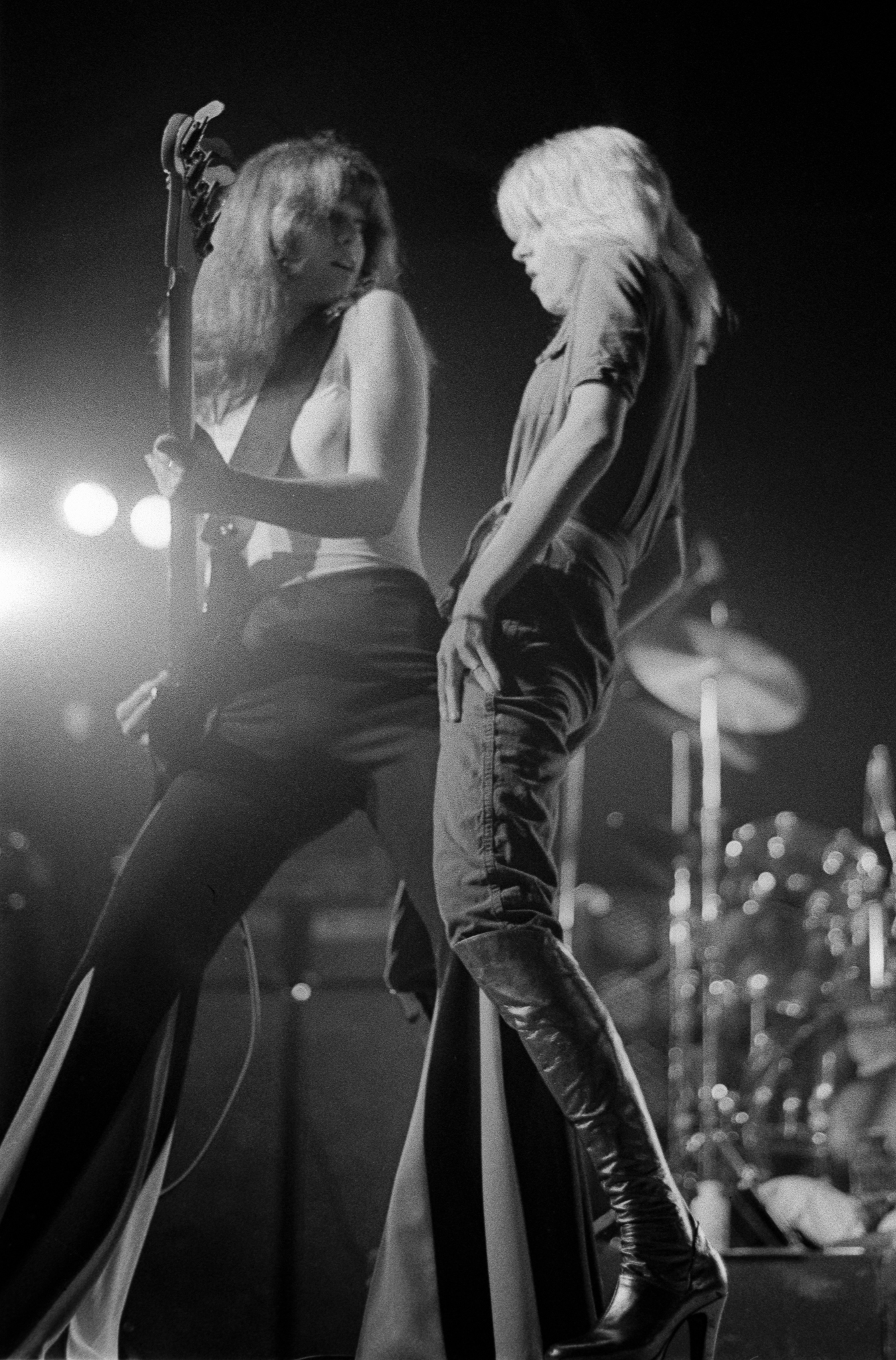

## Filmografie (Auswahl)
- 1980: Jeanies Clique (Foxes)
- 1982: Der Killerparasit (Parasite)
- 1983: Unheimliche Schattenlichter (Twilight Zone: The Movie)
- 1983: Wavelength
- 1984: The Rosebud Beach Hotel
- 1984: Mord ist ihr Hobby (Murder She Wrote, Fernsehserie, Folge 1.4)
- 1991: Rich Girl
- 2013: Warehouse 13 als Cherie Currie mit dem Song Cherry Bomb  (Folge 4.16)

## Diskografie
- 1977: Beauty’s Only Skin Deep
- 2000: A Taste of Cherie Currie
- 2000: and Friends…Unplugged in Hollywood! 1996
- 2015: Reverie
- 2016: Cherie Currie Midnight Music in London Live
- 2019: Blvds of Splendor
- 2019: The Motivator (mit Brie Darling)

## Trivia
Als Zeichen ihrer Verbundenheit mit Cherry Bomb ließ sich Currie kurze Zeit nach ihrem Eintritt in die Band bei Sunset Tattoo eine von ihrer Zwillingsschwester Marie entworfene Kirsche auf die Frontseite ihrer rechten Schulter tätowieren. Dieser Moment in ihrem Leben wird in dem Musikfilm The Runaways von 2010 nachgestellt, die Verfilmung der Biografie der Rockband The Runaways.